# 우한 CTF 센터

우한 CTF 센터는 중화인민공화국 우한에 보류중인 마천루이다.

## 같이 보기
- 중화인민공화국의 마천루 목록
- 우한 그린랜드 센터
- 우한 센터